# Tomasz Kuszczak
Tomasz Mirosław Kuszczak [ˈtɔmaʃ ˈkuʃtʃak] (anhörenⓘ) (* 20. März 1982 in Krosno Odrzańskie) ist ein ehemaliger polnischer Fußballspieler. Er spielte auf der Position des Torhüters und war bis zum Ende der Saison 2018/19 bei Birmingham City unter Vertrag.

## Karriere
Der 1,90 m große Kuszczak begann seine Profikarriere 1999 beim polnischen Klub Śląsk Wrocław. 2000 kam er als hoffnungsvolles Talent über den KFC Uerdingen 05 zu Hertha BSC, wo er allerdings in der Fußball-Bundesliga nie zum Einsatz kam.
Als sein Vertrag bei Hertha auslief, wechselte er ablösefrei in die englische Premier League zu West Bromwich Albion. In seiner ersten Saison bestritt er zwar nur drei Spiele, wurde jedoch in seinem zweiten Jahr Stammtorhüter.
Am 30. Mai 2006 wurde Kuszczak aufgrund seiner sehr guten Leistungen in der Premier League auch erstmals vom damaligen Nationaltrainer Polens Pawel Janas in die polnische Nationalmannschaft für ein Testspiel gegen Kolumbien geholt, wo er in der zweiten Halbzeit eingewechselt wurde. Sein erstes Länderspiel verlief aber eher weniger erfolgreich. Er leistete sich ein kurioses Gegentor bei der 1:2-Niederlage Polens zum 2:0, als er einen Abschlag des kolumbianischen Torhüters Neco Martínez über das gesamte Spielfeld hinweg falsch einschätzte: Der Ball kam vor ihm erstmals auf dem Spielfeld auf und sprang von dort über ihn hinweg ins polnische Tor. Dieser kuriose Torwart-Fehler ging um die ganze Welt und so wurde Kuszczak, auf unliebsame Weise, über Nacht berühmt.
Umso überraschender war, dass Nationaltrainer Paweł Janas bei der Nominierung für den Kader zur Fußball-Weltmeisterschaft 2006 trotzdem auf Jerzy Dudek verzichtete und Kuszczak zum Torhüter Nummer zwei hinter Artur Boruc von Celtic Glasgow bestimmte.
Nach der Weltmeisterschaft wurde Kuszczak an Manchester United ausgeliehen. Sein erstes Premier-League-Spiel für die „Roten Teufel“ bestritt er am 17. September 2006 gegen Arsenal London, in dem er u. a. einen Elfmeter hielt. Trotzdem beschränkten sich seine Auftritte bei Manchester auf nur wenige Spiele, bei denen er jedoch meist ausgezeichnete Kritiken bekam. 2007 wurde er dann endgültig von Manchester United verpflichtet, um in den nächsten Jahren den jahrelangen Stammtorhüter Edwin van der Sar, der dann seine Karriere beenden wird, zu ersetzen. Kuszczak absolvierte 32 Premier-League-Spiele, 11 Champions-League-Spiele, 9 FA-Cup-Spiele und 10 League-Cup-Spiele für Manchester United.
Am 21. Februar 2012 gab Manchester United bekannt, dass Kuszczak bis Saisonende an den FC Watford ausgeliehen werde. Am 1. Juni 2012 gab United bekannt, dass man die Zusammenarbeit zum Saisonende beenden werde. Am 19. Juni 2012 unterschrieb Kuszczak einen Zwei-Jahres-Vertrag mit Brighton & Hove Albion. Mit den Albions verpasste Kuszczak sowohl in der Saison 2012/13 wie auch 2013/14 den Aufstieg in die Premier League nur ganz knapp in den Playoffs. Trotz sehr guter Leistungen in den zwei Jahren seines Aufenthalts in Brighton wurde sein ausgelaufener Vertrag nicht verlängert. Anfang November 2014 unterschrieb er einen Vertrag bis Jahresende bei den Wolverhampton Wanderers. Im Juli 2015 wechselte er zum Zweitligakonkurrenten Birmingham City. Dort war er in den ersten beiden Jahren Stammtorhüter und bestritt insgesamt 79 Meisterschaftspartien, bevor er in der Hackordnung zurückfiel, in der Saison 2018/19 nicht einmal Teil des Kaders war und dann im Sommer 2019 freigestellt wurde.
In der polnischen Nationalmannschaft war er beim polnischen Nationaltrainer Leo Beenhakker nur die Nummer drei hinter Artur Boruc und Łukasz Fabiański. Bei dessen Nachfolger Franciszek Smuda war er zwischenzeitlich die Nummer eins.

## Erfolge
- Champions-League-Sieger: 2007/08
- DFL-Ligapokalsieger: 2001, 2002
- Englischer Meister: 2006/07, 2007/08, 2008/09, 2010/11
- Englischer Ligapokalsieger: 2008/09, 2009/10
- FA-Community-Shield-Sieger: 2007, 2008, 2010
- U-18-Europameister 2001
- FIFA-Klub-Weltmeister: 2008
- WM-Teilnahme: 2006